# Зелена купола
Зелена купола је купола изграђена изнад гробница исламског пророка Мухамеда и раних рашидунских калифа Ебу Бекра (владао 632–634) и Омара (владао 634–644), која је некада била Аишина одаја. Купола се налази у југоисточном углу Пророкове џамије (Al-Masğid an-Nabawī) у Медини, данашњој Саудијској Арабији. Милиони људи је посећују сваке године, јер је традиција да се џамија посети након или пре ходочашћа у Меку. 
Купола датира из 1279-1280, када је изнад гробнице саграђена неофарбана дрвена купола. Касније је обновљена и фарбана различитим бојама (плавом и сребрном) два пута крајем 15. века и једном 1817. године. Купола је први пут офарбана у зелено 1837. године нове ере, и стога је постала позната као „Зелена купола“.

## Историја
Изграђена 1279-1280, током владавине мамелучког султана Ел Мансура Калавана, оригинална грађевина је била направљена од дрвета и била је безбојна, офарбана у бело и плаво у каснијим рестаурацијама. Након што је џамија изгорела у озбиљном пожару 1481. године нове ере, султан Кајтбеј је покренуо пројекат рестаурације, заменивши већи део дрвене основе цигленом конструкцијом како би спречио урушавање куполе у будућности а користио је оловне плоче за покривање нове дрвене куполе. Зграда, укључујући и Пророков гроб, је опсежно обновљена захваљујући Кајтбејовом покровитељству. Садашња купола је додата 1818. године нове ере од стране османског султана Махмуда II. Купола је први пут офарбана у зелено 1837. године нове ере.
Када је Сауд бин Абдул-Азиз освојио Медину 1805. године, његови следбеници, вехабије, срушили су скоро сваку куполу гробнице у Медини, на основу свог веровања да је поштовање гробова и места за која се тврди да поседују натприродне моћи увреда против јединства Бога (тевхид) и наводно Му приписује партнере (ширк). Гробница је лишена златних и драгуљских украса, али је купола сачувана или због неуспешног покушаја рушења њене чврсте структуре, или зато што је Мухамед ибн Абдул Вахаб написао да не жели да види куполу уништену упркос својој одбојности према људима који се моле на гробници. ‍:102–103 Слични догађаји су се одиграли 1925. године када су саудијске милицијске снаге повратиле – и овог пута успеле да задрже – град. ‍:136 Већина познатих муслиманских учењака вехабитске секте подржава одлуку саудијских власти да не дозволе обожавање гробнице, јер је изграђена много касније након Мухамедове смрти, и сматрају је „иновацијом“.

## Гробница Мухамеда и раних калифа
Верује се да се Мухамедов гроб налази унутар граница онога што је некада била његова и кућа његове супруге Аише. Током његовог живота, налазила се поред џамије. Први и други рашидунски калиф, Ебу Бекр и Омар, сахрањени су поред места где се верује да је сахрањен Мухамед. Аиша је дала Омару место поред Ебу Бекра, првобитно намењено за њу. Џамија је проширена током владавине омејадског калифа Ел Валида I како би обухватила и њихове гробнице. Сами гробови се не могу видети.
Гробови и оно што је остало од Аишине куће окружени су петостраним зидом, без врата или прозора, који је изградио калиф Омар ибн Абд ел-Азиз. Неправилан облик петоугла је намерно изабран, како би изгледао другачије од правоугаоне Ћабе и како би се људи обесхрабрили да обављају таваф око ње. Ограђени простор је неприступачан од реконструкције коју је извршио мамелучки султан Кајтбеј 1481. године. Само спољни јужни зид, прекривен зеленом тканином, може се видети кроз решетке изграђене неколико векова касније.

## Галерија
- Поглед са западне стране Хуџре
- Бронзани новчић из 17. века са куполом из доба Мамелука која је претходила садашњој куполи
- Зелена купола, у Бартоновом „Ходочашћу“, око 1850.
- Купола, први пут фотографисана 1880. године од стране Мухамеда Садика
- Мухамедов гроб који се налази унутар четврти која се овде види